# Passa Quatro
Passa Quatro est une municipalité brésilienne de l'État du Minas Gerais et la microrégion de São Lourenço. Il s'agit d'une station thermale et d'une zone touristique. Selon le recensement effectué par l'Institut brésilien de géographie et de statistiques en 2018, sa population était de 16 294 habitants, avec une densité démographique de 56,21 habitants par kilomètre carré.

## Toponymie
Au milieu des XVIIe et XVIIIe siècles, de grandes quantités d'or sont découvertes sur le territoire du Minas Gerais. La localité de Passa-Quatro se trouve sur la principale voie officielle de liaison entre les villes de Rio de Janeiro et de São Paulo, mieux connue sous le nom de Caminho Velho. À cette époque, le toponyme Passa-Quatro (ou Passaquatro) est utilisé pour nommer la région du fait que la route y traverse quatre fois la rivière locale, rivière qui a reçu la même dénomination: Passa-Quatro.

## Géographie
La forêt nationale de Passa Quatro s'étend sur le territoire de la municipalité.

## Personnalités liées à la ville
- José Dirceu